# سولفوترانسفراز

ساختمان عمومی یک سولفونیک اسید که بخش فعالش به رنگ آبی مشخص شده‌است.

سولفوترانسفرازها (انگلیسی: Sulfotransferases) آنزیم‌های ترانسفرازی هستند که کارشان کاتالیز واکنش انتقال عامل سولفو از یک مولکول دهنده به یک الکل یا آمینِ گیرنده است. مهمترین مولکول دهندهٔ عامل سولفو، فسفودنوسین-۵-فسفوسولفات-۳ (PAPS) است. اگر مولکول گیرنده یک الکل باشد، محصول نهایی سولفات (R-OSO3−) و اگر گیرنده یک آمین باشد، محصول نهایی سولفامات (R-NH-SO3−) است.
هردوی این عوامل واکنشی جهت سولفوناسیون آنزیمی، ممکن است جزئی از یک پروتئین، لیپید، کربوهیدرات یا استروئید باشند.